# Calomantispa venusta
Calomantispa venusta is een insect uit de familie van de Mantispidae, die tot de orde netvleugeligen (Neuroptera) behoort. 
Calomantispa venusta is voor het eerst wetenschappelijk beschreven door Lambkin in 1986.